# Свято-Миколаївський храм (Високопілля, Харківська область)
Свято-Миколаївський храм (раніше Миколаївська церква) — православна церква у селі Високопілля, Валківської міської громади, Богодухівського району, Харківської області. Освячена 22 травня 1806 року. З 4 червня 2020 року храм є пам'яткою містобудування та архітектури місцевого значення, охоронний номер 7554-Ха.

## Історія
Перша дерев'яна церква у селі була зведена у 1682 році, але вона було повністю зруйнована татарами у 1711 і відбудували її 1717 році. Будівництво кам'яної церкви розпочалося у 1796. Освятили церкву, згідно церковного календаря, у день пам'яті Миколая Чудотворця — 22 травня 1806 року, звідси і назва храму, будівництво якого завершили завдяки зусиллям поміщика майора Миколи Заварикіна та місцевих державних селян.
Число парафіян села Високопілля з 1730 по 1850 рр.
У 1827 році колезький радник Петро Костевський (помер у 1837) покрив дах храму металом. А пізніше, у 1841 році, вдова Петра Костевського, Наталія Миколаївна виконала ремонт та подарувала начиння на 430 рублів сріблом, а в 1842 році при будівництві нової цегляної дзвіниці пожертвувала матеріалом та грошима до 800 рублів сріблом. Селянин Павло Ус перед смертю залишив храму до 330 рублів сріблом.
Автором проєкту трапезної при кам'яній церкві був харківський архітектор Володимир Нємкін.

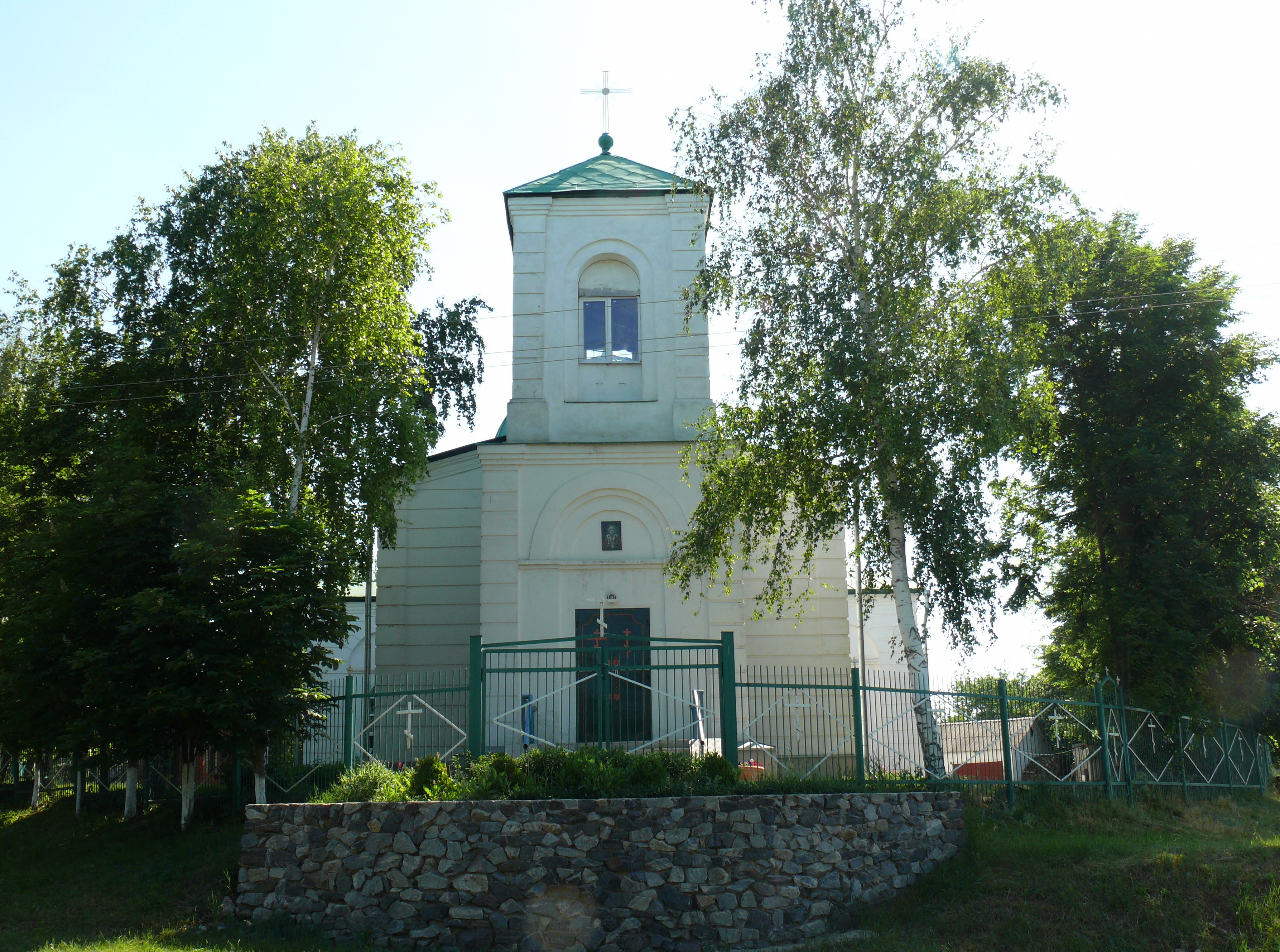
Вид на церкву з дороги Перекіп-Високопілля,
25 травня 2011

Будівля храму функціонувала до 1930-х років, коли її діяльність було зупинено. Свято-Миколаївський храм — єдина церква на Валківщині, яку не було зруйновано більшовиками.
У роки Другої світової війни будівля використовувалася німецькими військами як кулеметне гніздо та стайня, що дозволило їй залишитись неушкодженою.
Церква відновила свою діяльність у 1943 році.
Наприкінці XX століття, під час головування протоієрея Якова Зеленського, було збудований металевий паркан, встановлене водяне опалення, проведено телефон, реставрований зовнішній вигляд, закінчено художнє оформлення залу та вівтарю.
22 травня 2006 храму виповнилося 200 років з дня освячення. В цей день літургію провів вікарій Харківської єпархії УПЦ (МП) єпископ Ізюмський Онуфрій.
Навесні 2020 року серед парафіян храму, вперше у регіоні, було виявлено коронавірусну хворобу COVID-19. 13 квітня село загалом і церкву зокрема закрили на карантин. 13 травня місцева влада зняла усі обмеження.

## Архітектура
Храм збудований у стилі класицизму. Хрещате планування, мурована, одноверха, на підбаннику значного діаметра. Має величезну баню, віконні аркові отвори підбанника замуровані.
Над центральним входом, під тимпаном фронтону, в арковій ніші — напівциркульне вікно з віялоподібним віконним переплетенням. У стінах першого поверху наявні великі отвори, які закладені цеглою. Стіни першого поверху рустовані.
До західного фасаду зліва прибудована двоярусна дзвіниця, верх якої втрачений (замінений шатровою покрівлею). Наріжні лізени рустовані. Отвори — аркові. Дзвони були встановлені на другому ярусі.

## Настоятелі
У різний час настоятелями храму були:
- 1975-2007 — протоієрей Зеленський Яків Петрович[12]
- 2007-дотепер — ієрей Кудрик Сергій Вікторович[13]

## Галерея

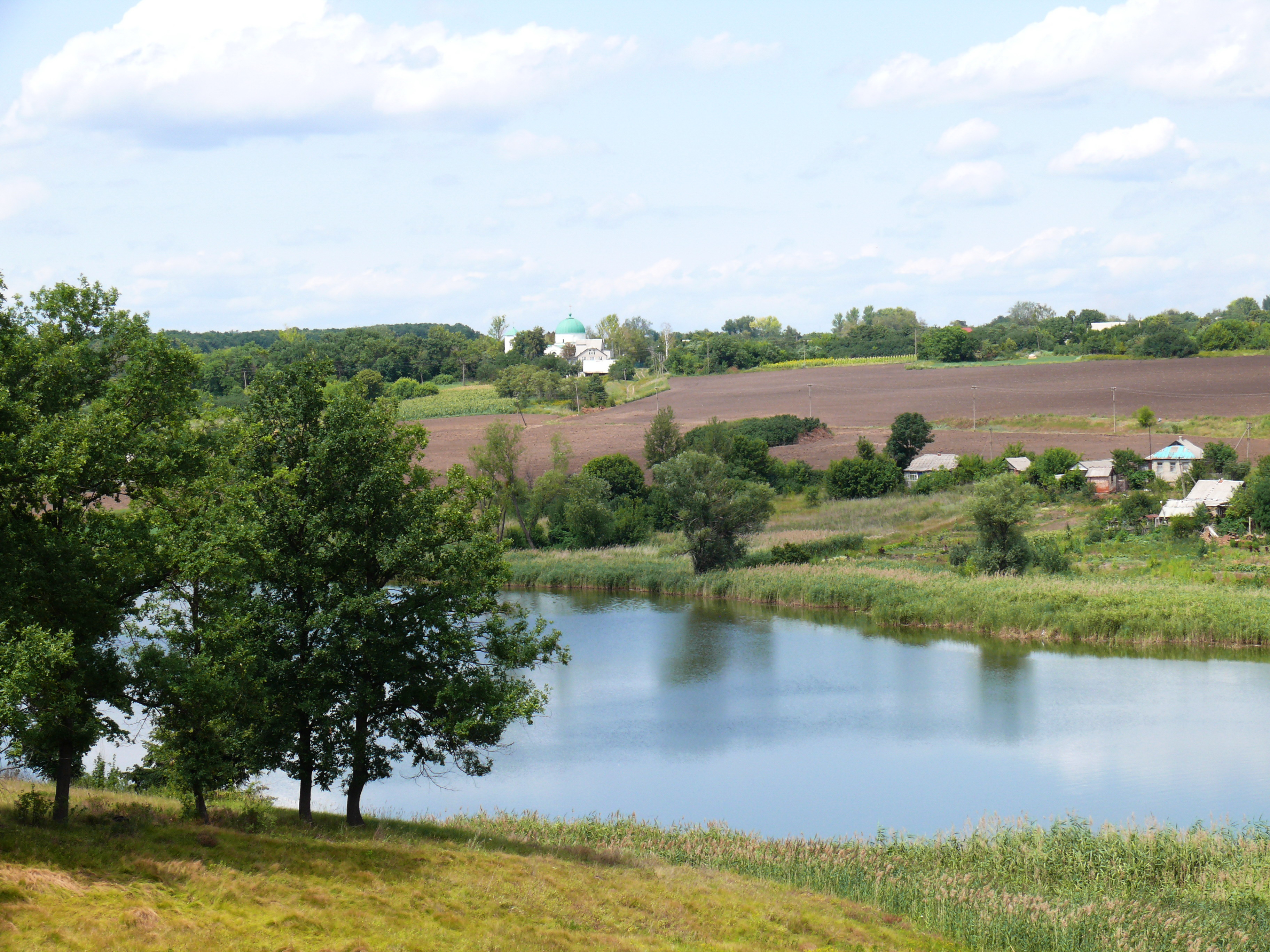
Краєвид на храм з берега ставу 16 липня, 2012
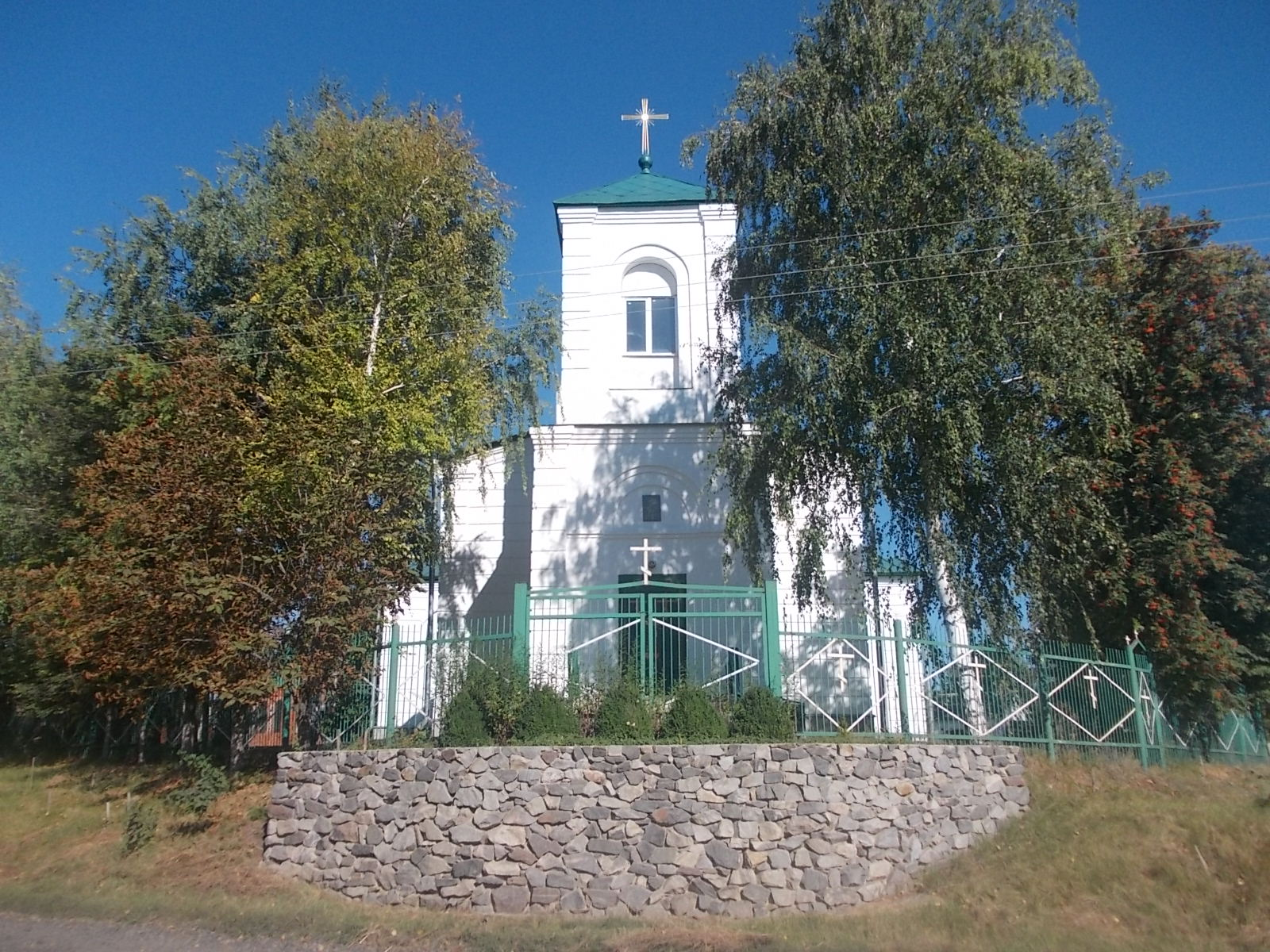
Основний вхід до храму 6 вересня, 2014
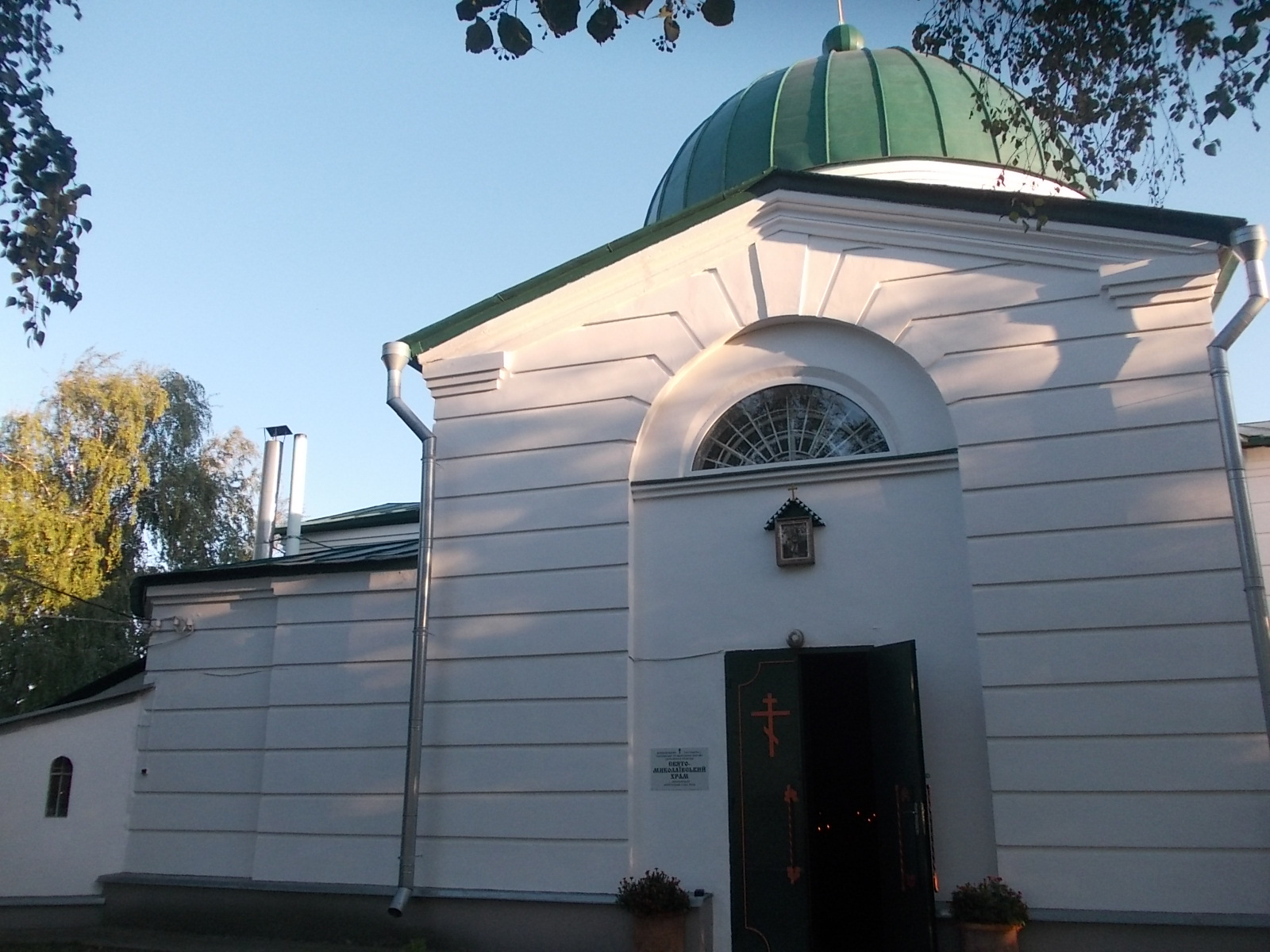
Вхід до храму з західної сторони 6 вересня, 2014
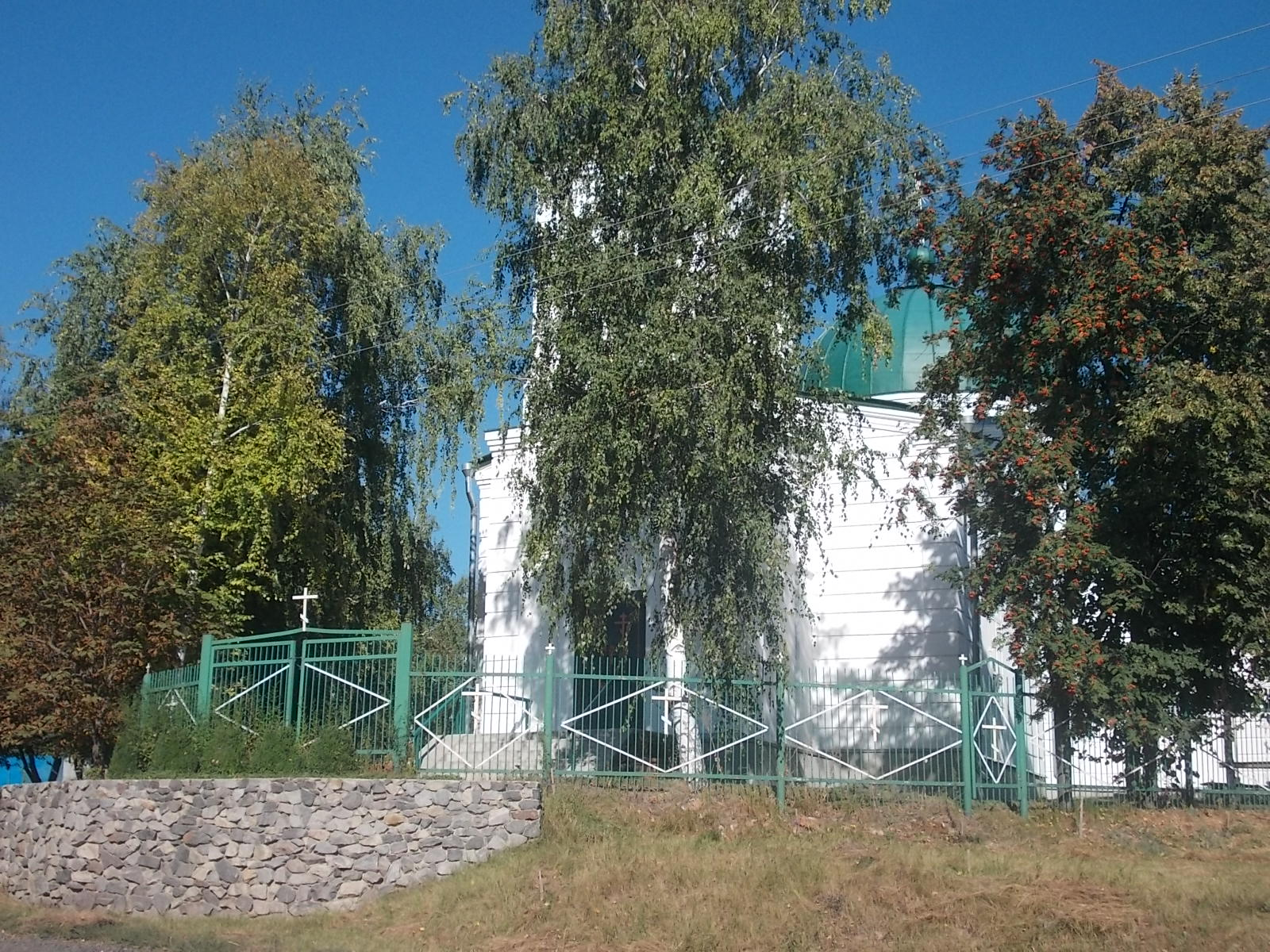
Вид на церкву з дороги Перекіп-Високопілля 6 вересня, 2014
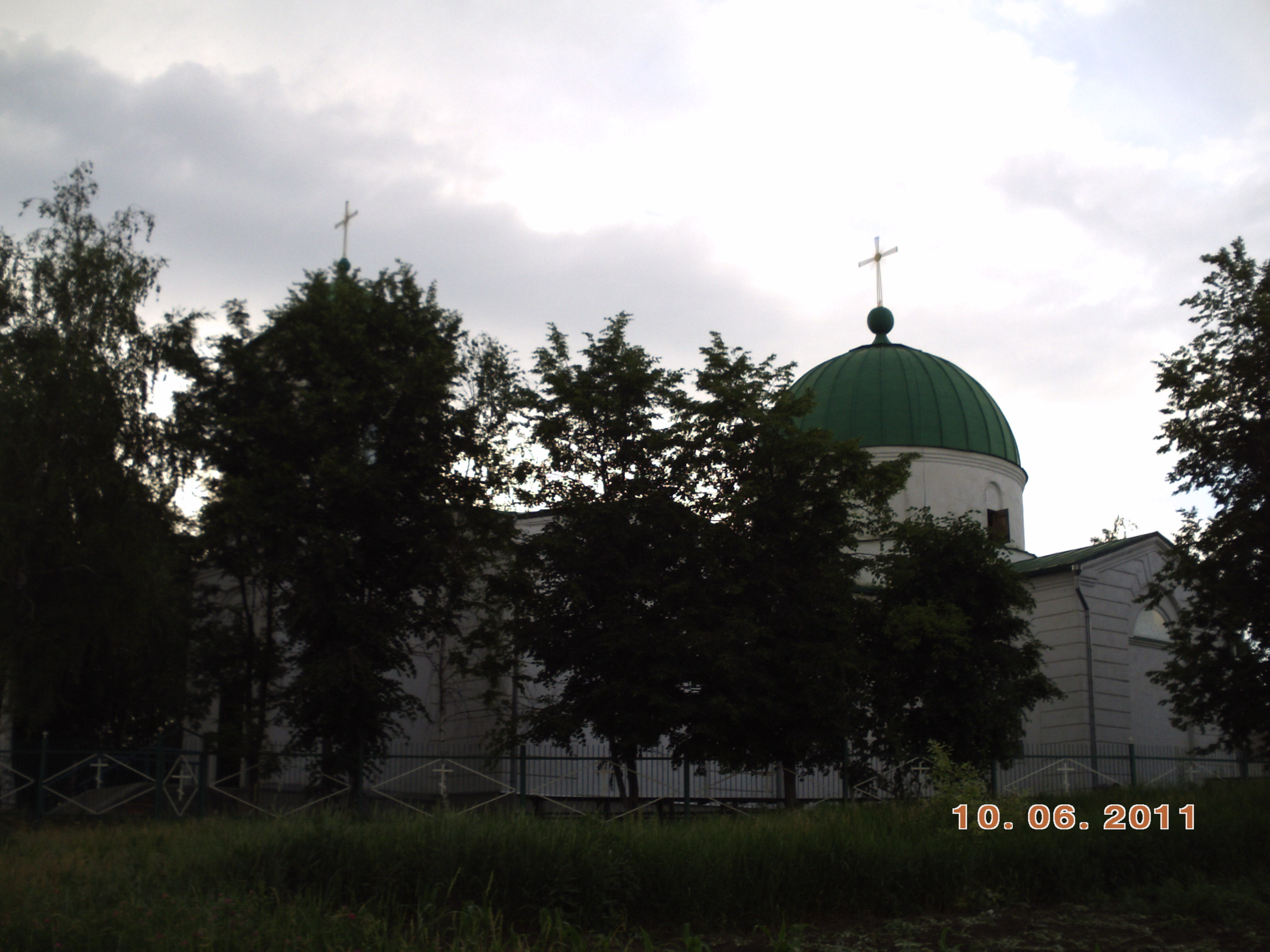
Вид з південної сторони
10 червня, 2011